# US-Bangla Airlines-vlucht 211
US-Bangla Airlines-vlucht 211 was een vlucht van Hazrat Shahjalal International Airport (Bangladesh) naar Tribhuvan International Airport (Nepal). Op 12 maart 2018 schoot de Bombardier Dash 8-Q400 waarmee de vlucht werd uitgevoerd tijdens de landing van de baan, vloog in brand en kwam neer op een naast het vliegveld gelegen voetbalveld. 51 van de 71 inzittenden kwamen om het leven.